# Succinildiaminopimelato transaminase
Em enzimologia, uma succinildiaminopimelato transaminase (EC 2.6.1.17) é uma enzima que catalisa a reação química
N-succinil-L-2,6-diaminoeptanodioato + 2-oxoglutarato {\displaystyle \rightleftharpoons } N-succinil-L-2-amino-6-oxoeptanedioato + L-glutamato
Assim, os dois substratos desta enzima são N-succinil-L-2,6-diaminoeptanodioato e 2-oxoglutarato, enquanto seu dois produtos são N-succinil-L-2-amino-6-oxoeptanodioato e L-glutamato.
Esta enzima pertence à família das transferases, especificamente as transaminases, as quais transferem grupos nitrogenados.  O nome sistemático desta classe de enzima é N-succinil-L-2,6-diaminoeptanodioato:2-oxoglutarato aminotransferase.  Outros nomes de uso comum incluem succinildiaminopimelato aminotransferase e N-succinil-L-diaminopimélico glutâmico transaminase.  Esta enzima participa na biossíntese da lisina.  Ela emprega um cofator, piridoxal fosfato.